# Bhanpura
Bhanpura é uma cidade e uma nagar panchayat no distrito de Mandsaur, no estado indiano de Madhya Pradesh.

## Geografia
Bhanpura está localizada a 24° 31′ N, 75° 44′ L. Tem uma altitude média de 384 metros (1259 pés).

## Demografia
Segundo o censo de 2001, Bhanpura tinha uma população de 16 493 habitantes. Os indivíduos do sexo masculino constituem 51% da população e os do sexo feminino 49%. Bhanpura tem uma taxa de literacia de 70%, superior à média nacional de 59,5%; a literacia no sexo masculino é de 80% e no sexo feminino é de 61%. 13% da população está abaixo dos 6 anos de idade.